# ヒッコリー郡 (ミズーリ州)
ヒッコリー郡（英: Hickory County）は、アメリカ合衆国ミズーリ州の中央部西に位置する郡である。2010年国勢調査での人口は9,627人であり、2000年の8,940人から7.7％増加した。郡庁所在地はハーミテージ市（人口467人）であり、同郡で人口最大の都市でもある。ヒッコリー郡は1845年2月14日に設立され、郡名はアメリカ合衆国大統領アンドリュー・ジャクソン、渾名が"オールド・ヒッコリー"に因んで名付けられた。

## 地理
アメリカ合衆国国勢調査局に拠れば、郡域全面積は411.74平方マイル (1,066.4 km2)であり、このうち陸地398.63平方マイル (1,032.4 km2)、水域は13.11平方マイル (34.0 km2)で水域率は3.18％である。

### 主要高規格道路
- アメリカ国道54号線
- アメリカ国道65号線
- ミズーリ州道83号線
- ミズーリ州道123号線

### 隣接する郡
- ベントン郡 - 北
- カムデン郡 - 東
- ダラス郡 - 南東
- ポーク郡 - 南
- セントクレア郡 - 西

## 人口動態
以下は2000年の国勢調査による人口統計データである。
| 基礎データ - 人口: 8,940人 - 世帯数: 3,911 世帯 - 家族数: 2,737 家族 - 人口密度: 9人/km2（22人/mi2） - 住居数: 6,184軒 - 住居密度: 6軒/km2（16軒/mi2） 人種別人口構成 - 白人: 97.51% - アフリカン・アメリカン: 0.08% - ネイティブ・アメリカン: 0.66% - アジア人: 0.11% - その他の人種: 0.20% - 混血: 1.44% - ヒスパニック・ラテン系: 0.76% 年齢別人口構成 - 18歳未満: 19.9% - 18-24歳: 5.3% - 25-44歳: 19.1% - 45-64歳: 29.75% - 65歳以上: 26.1% - 年齢の中央値: 50歳 - 性比（女性100人あたり男性の人口） - 総人口: 96.0 - 18歳以上: 92.7 | 世帯と家族（対世帯数） - 18歳未満の子供がいる: 22.0% - 結婚・同居している夫婦: 59.9% - 未婚・離婚・死別女性が世帯主: 6.7% - 非家族世帯: 30.0% - 単身世帯: 26.5% - 65歳以上の老人1人暮らし: 15.1% - 平均構成人数 - 世帯: 2.26人 - 家族: 2.70人 収入と家計 - 収入の中央値 - 世帯: 25,346米ドル - 家族: 28,779米ドル - 性別 - 男性: 22,679米ドル - 女性: 17,610米ドル - 人口1人あたり収入: 13,536米ドル - 貧困線以下 - 対人口: 19.7% - 対家族数: 13.0% - 18歳未満: 32.9% - 65歳以上: 11.0% |

## 都市と町
| - クロスティンバーズ - ハーミテージ - 郡庁所在地 | - ピッツバーグ - プレストン | - クインシー - ウィオーブロー | - ウィートランド |  |

## 政治

### 地方
ヒッコリー郡の地方レベルでは共和党が大半の政治を支配しており、郡の選挙で選ばれる役職は3人を除いて独占している。

#### 2008年大統領予備選挙
2008年の大統領予備選挙で、ヒッコリー郡は二大政党の候補者をどちらも州全体と全国で二位に終わった者を選んだ。民主党の予備選挙ではヒラリー・クリントンが1位となり、さらに共和党予備選挙で各候補に投じられた票数よりも多かった。